# Артур Шніцлер
А́ртур Шні́цлер (нім. Arthur Schnitzler; *15 травня 1862 у Відні — †21 жовтня 1931, там само) — австрійський прозаїк та драматург.

## Біографія
Народився у заможній єврейській родині, його батько був віденським лікарем-ларингологом. У 1879—1884 роках вчився на лікаря у Віденському університеті, після чого з 1886 по 1893 роки практикував, проте згодом повністю перейшов на літературу та театр. Цікавився психоаналітичною теорією Зиґмунда Фройда, сіоністським ученням Теодора Герцля, був добре знайомим із обома авторами. З 1890 року був учасником авангардного літературного кола «Молодий Відень», був у дружніх стосунках із Гуґо фон Гофмансталем. З 1923 року був президентом австрійського ПЕН-клубу.
1930 року дочка Шніцлера наклала на себе руки, що пришвидшило смерть письменника.
«Новела про сни» лягла в основу фільму «Із широко заплющеними очима» (1999) Стенлі Кубрика.
Навесні 1933 року разом з книгами інших провідних авторів  (Томас Манн та Генріх Манн, Арнольд Цвайг та Штефан Цвайг, Еріх Марія Ремарк, Зігмунд Фройд, Джек Лондон, Андре Жид, Марсель Пруст та інші), у багаття нацистів в Німеччині потрапили й книжки Артура Шніцлера.

## Особисте життя
Супутницею життя з 1923 року і до його смерті в 1931 році була австрійська письменниця Клара Катаріна Поллачек.

## Творчість
- Твори Артура Шніцлера на ВікіДжерелах (німецькою) [Архівовано 29 грудня 2012 у Wayback Machine.]
- Твори Артура Шніцлера на сайті Проекту «Ґутенберґ» [Архівовано 27 лютого 2013 у Wayback Machine.]

## Переклади українською
- А. Шніцлер. Повернення Казанови. Царство снів: повісті / З нім. переклала Наталя Іваничук. — Львів: «Піраміда», 2012. — 164 с.
- А. Шніцлер. Повернення Казанови. Повісті, оповідання / З нім. переклав Іван Мегела. — Чернівці: видавництво газети «Молодий буковинець», 2003. — 336 с.
- А. Шніцлер. Передбачання долі. П'єси, оповідання / Переклад з німецької Івана Мегели. – Книги XXI. – 368 с.